# Prevalje község
Prevalje község (szlovén nyelven Občina Prevalje) Szlovénia 212 alapfokú közigazgatási egységének, azaz községének egyike a Koroška statisztikai régióban, az osztrák határ mentén. Adminisztratív központja Prevalje város. A községet 1999-ben hozták létre. Területe a történelmi szlovén Karintia (Slovenska Koroška) régióhoz tartozott.

## A községhez tartozó települések
A községhez Prevalje székhelyen kívül a következő települések tartoznak:
- Belšak
- Breznica
- Dolga Brda
- Jamnica
- Kot pri Prevaljah
- Leše
- Lokovica
- Poljana
- Šentanel
- Stražišče
- Suhi Vrh
- Zagrad

## Népesség
| Lakosok száma | 6749 | 6797 | 6829 | 6845 | 6807 | 6761 | 6781 | 6767 | 6812 | 6829 |
|               | 2008 | 2009 | 2011 | 2012 | 2013 | 2015 | 2016 | 2017 | 2019 | 2020 |